# Ede Vadászi
Ede Vadászi, également connu sous le nom de Ede Viboch, né le 13 septembre 1923, à Budapest, en Hongrie et mort le 12 juin 1995, à Budapest, en Hongrie, est un ancien joueur hongrois de basket-ball. 

## Palmarès
- 3e du championnat d'Europe 1946